# Země izraelská

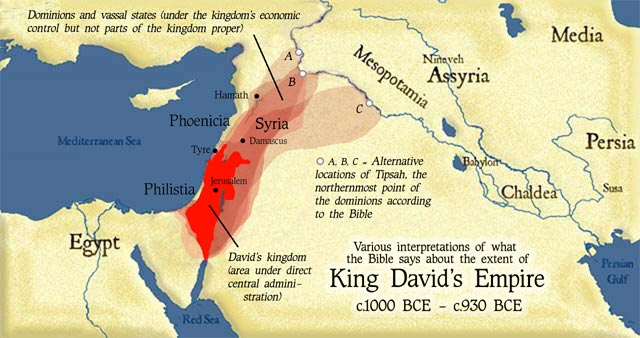
Izraelské království v časech smrti krále Davida. Jeho území je podobné území Velkého Izraele, jak je popsáno v knize Genesis (viz níže)

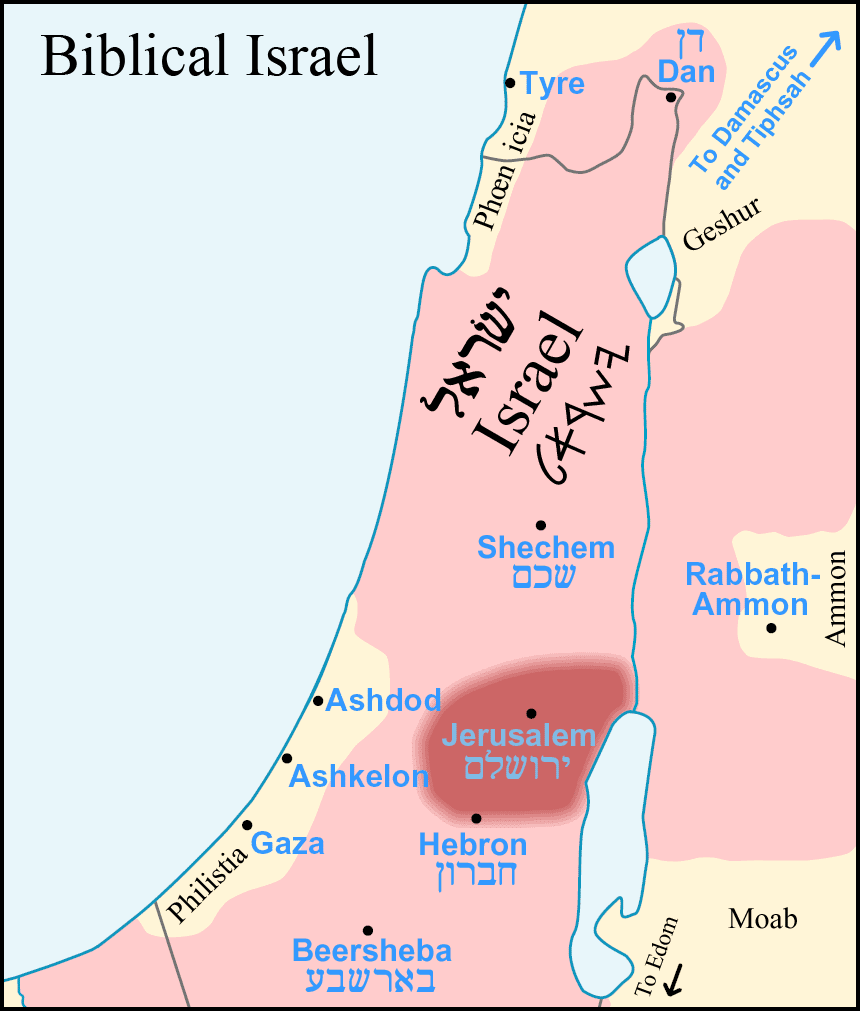

Země izraelská (hebrejsky אֶרֶץ יִשְׂרָאֵל‎, Erec Jisra'el) je tradiční název historického území na Blízkém východě, jež podle Starého zákona je Bohem zaslíbená země vyvolenému židovskému národu. Ten tvoří izraelské kmeny, potomci synů patriarchy Jákoba, který získal jméno Izrael. 
Do země je dovedl z Egypta Mojžíš a zde založili Izraelské království s králi Davidem a Šalomounem. Židé zde měli během starověku i další státní útvary, jejichž existenci ukončila římská říše a od zničení Jeruzalémského chrámu roku 70 n. l. většina Židů žila v diaspoře.
V období sionismu se označení „Země izraelská“ stalo politickým vyjádřením židovských nároků na historické území, na jehož části byl vyhlášen stát Izrael.

## Etymologie a biblické kořeny
Název „Země izraelská“ je doslovným překladem hebrejského názvu „ארץ ישראל“ (Erec Jisra'el), který lze nalézt v Tanachu.
Jméno Izrael (ישראל, Jisra'el) bylo poprvé dáno patriarchu Jákobovi po jeho zápase s andělem (doslova znamená „Bůh zápasí“). Později se také používá pro označení židovského lidu, jakožto potomků patriarchy Jákoba (ab bnej Jisra'el, „lid dětí Izraele“).
Židovský národ, který vzešel z dvanácti potomků Izraele (patriarchy Jákoba) se označuje jako „Děti Izraele“ (hebr.: בני ישראל, bené Jisra'el). Označuje se také jako izraelský národ nebo Izraelité. Území, které Bůh přislíbil Abrahámovi a které Izraelité získali od Kanaánců, se proto označuje jako Země izraelská. Tohoto historického označení často používá i moderní Stát Izrael („מדינת ישראל“, Medinat Jisra'el).

## Vymezení podle Bible
Tanach obsahuje množství různých popisů hranic Země izraelské. Tři hlavní pasáže jsou Genesis 15:18-21, Numeri 34:1-15 a Kniha Ezechiel 47:13-20.

### Genesis
V ten den uzavřel Hospodin s Abramem smlouvu: „Tvému potomstvu dávám tuto zemi od řeky Egyptské až k řece veliké, řece Eufratu, zemi Kénijců, Kenazejců a Kadmónců, Chetejců, Perizejců a Refájců, Emorejců, Kenaanců, Girgašejců a Jebúsejců.“
 Genesis 15:18-21, 300

### Numeri

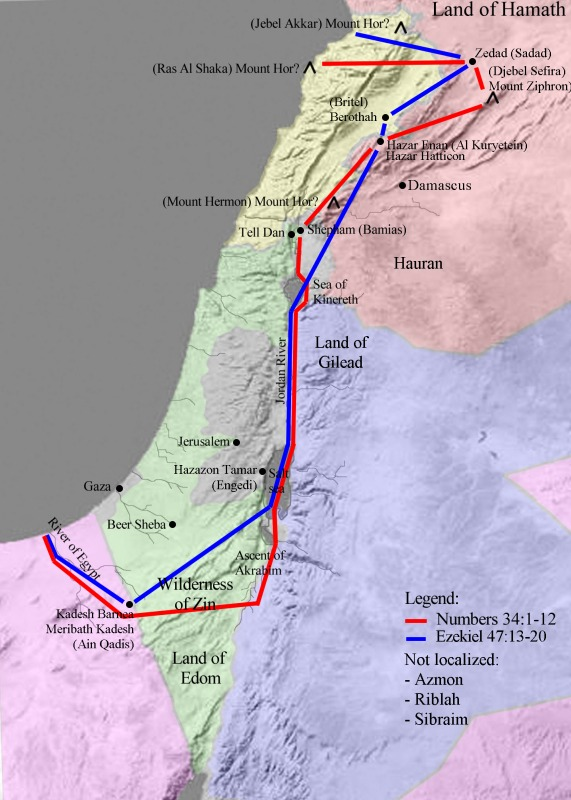
Počítačový model mapy Země izraelské vytvořená podle údajů z knihy Numeri a Knihy Ezechiel

Numeri 34:1-15 popisuje zemi osídlenou Izraelity po Exodu. Kmeny Rúben, Gad a polovina kmene Manases dostali zemi východně od řeky Jordán. Numeri 34:1-13 detailně popisuje hranice území přiděleného zbývajícím kmenům. Celé území se nazývá země Kanaánská
Hospodin promluvil k Mojžíšovi: „Přikaž Izraelcům a řekni jim: Přijdete do kenaanské země, do té země, která vám připadne do dědictví, do kenaanské země vymezené těmito hranicemi: Jižní okraj vaší země povede od pouště Sinu podél Edómu. Na východě povede vaše jižní hranice od konce Solného moře, potom se vaše hranice stočí od jihu ke Svahu štírů, bude pokračovat k Sinu a na jihu bude vybíhat ke Kádeš-barneji, potáhne se na Chasar-adár a bude pokračovat k Asmónu. Pak se hranice stočí od Asmónu k Egyptskému potoku a bude vybíhat k moři. Vaší západní hranicí bude Velké moře s pobřežním územím; to bude vaše západní hranice. Toto pak bude vaše severní hranice: od Velkého moře si vyznačíte jako mezník horu Hór. Od hory Hóru si vyznačíte hranici až k cestě do Chamátu a hranice bude vybíhat k Sedadu. Hranice pak povede k Zifrónu a bude vybíhat k Chasar-énanu. To bude vaše severní hranice. Východní hranici si vyměříte od Chasar-énanu k Šefámu, poté sestoupí hranice od Šefámu k Rible na východ od Ajinu, pak sestupuje, až narazí na východní svah při Kineretském moři. Dál sestoupí hranice k Jordánu a bude vybíhat k Solnému moři. To bude vaše země, vymezená hranicemi kolem dokola.“ Mojžíš tedy vydal Izraelcům takovýto rozkaz: „Toto je země, kterou dostanete losem do dědictví. Hospodin přikázal dát ji devíti a půl pokolením. Pokolení Rúbenovců a pokolení Gádovců již přijala svá dědictví pro svoje otcovské rody; i polovina pokolení Manasesova přijala dědictví. Dvě a půl pokolení přijala svá dědictví v Zajordání, na východ od Jericha, k východu slunce.“
 Numeri 34:1-15, 300

### Kniha Ezechiel
Kniha Ezechiel 47:13-20 poskytuje vymezení hranic po Babylonském exilu. Toto vymezení vychází z proroctví proroka Ezechiela o návratu kmenového rozdělení Země zaslíbené po návratu z jejich zajetí.
| „                         | Toto praví Hospodin: „Toto je hranice, v níž si vezmete do dědictví zemi pro dvanáct izraelských kmenů, Josefovi provazce dva. Jeden jako druhý obdržíte do dědictví zemi, o níž jsem zvedl ruku k přísaze, že ji dám vašim otcům. Tato země vám připadne za dědictví. A toto je pomezí té země: Na severu od Velkého moře směrem k Chetlónu při cestě do Sedadu Chamát, Beróta, Sibrajim, který je mezi pomezím Damašku a pomezím Chamátu, a Chasér-tíkón, který je při pomezí Chavránu. Pomezí povede od moře k Chasar-énónu na pomezí Damašku daleko na severu a k pomezí Chamátu. To bude severní strana. Na východní straně vyměříte pomezí mezi Chavránem a Damaškem a mezi Gileádem a izraelskou zemí podél Jordánu k Východnímu moři. To bude východní strana. Na jižní straně půjde pomezí jižně od Támaru až k Vodám sváru v Kádeši, k Nachale u Velkého moře. To bude jižní strana směrem k Negebu. Na západní straně bude tvořit pomezí Velké moře od jižního pomezí až naproti cestě do Chamátu. To bude západní strana. | “ |
| — Kniha Ezechiel 47:13-20 | |   |

Numeri 34 a Ezechiel 47 představují částečně rozdílné, ale zároveň podobné hranice, které zahrnují současný Libanon, Západní břeh Jordánu a Pásmo Gazy a Izrael bez jižní části Negevské pouště a Ejlatu. Zahrnuty jsou také malé části dnešní Sýrie.

### Další pasáže
Kratší popisy Země izraelské lze také naleznout v Exodu 23:31, Deuteronomiu 1:6-8, 11:24 a Knize Jozue 1:4.

## Od Danu po Beerševu

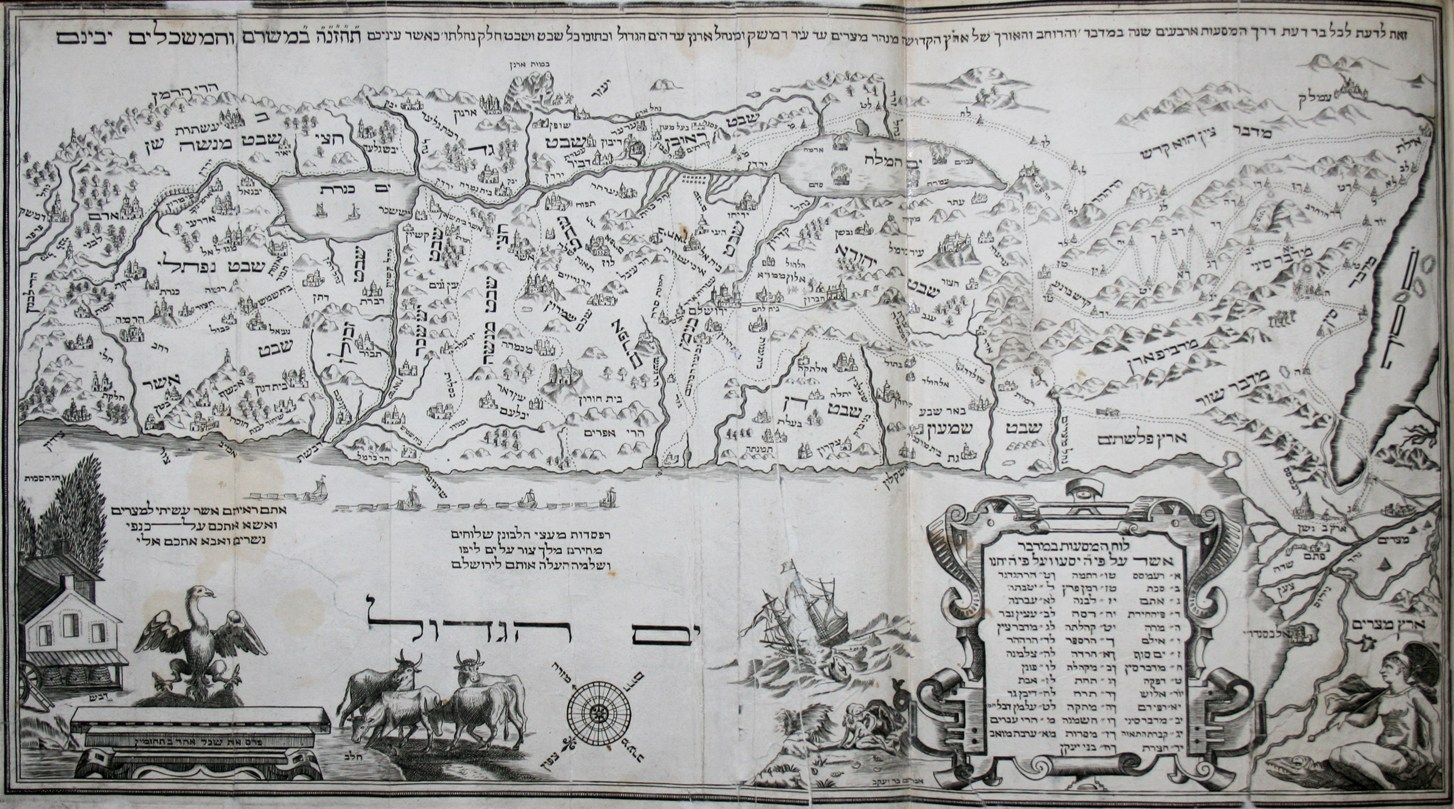
Mapa Země izraelské z roku 1695, amsterodamská Hagada, Abraham Bar-Jakob

Známá biblická věta používaná pro vymezení území osídlených Izraelity je „od Danu po Beerševu“ (nebo jeho variace „od Beerševy po Dan“), která se objevuje v následujících verších: Soudců 20,1, První Samuelova 3,20, Druhá Samuelova 3,10, 17,11, 24,2, 24,15, První Královská 4,25, 1. Letopisů 21,2 a 2. Letopisů 30,5.

## Země izraelská a halacha
Podle židovského náboženského práva mohou být některé náboženské předpisy uplatňovány pouze v Zemi izraelské a v některých oblastech Jordánska a Sýrie (které se pokládají za součást biblického Izraele). Patří mezi ně některé předpisy zemědělského práva jako například šmita (sabatický rok); předpisy o desátku; charitativní zvyky související se zemědělskou činností a zákony týkající se zdanění. Uvádí se, že z celkových 613 micvot je jich 26 platných pouze na území Země izraelské. Mnoho zákonů a příkazů z časů starověku je užíváno i v současném Státu Izrael. Na druhou stranu jiné nebyly obnoveny, jelikož je Izrael sekulární stát.